# FK Grand Hotel Warna
Der FC Grand Hotel Warna ist ein bulgarischer Frauenfußballverein in Warna.

## Geschichte
Der Verein wurde 1982 gegründet und gehört damit zu den ältesten Frauenfußballvereinen des Landes. Sie stiegen 1985/86 erstmals in die Bulgarische Fußballmeisterschaft der Frauen auf. In der Saison 1993/94 gewannen sie erstmals den Meistertitel, den sie bis zur Saison 2002/03 jedes Jahr verteidigten. Im bulgarischen Pokal waren sie 1990/91 das erste Mal erfolgreich, es folgten weitere fünf Pokalsiege. 2009 wurde der Verein in FC Warna umbenannt. 2012 folgte erneut eine Umbenennung in LFC Spartak Warna. Mit der Aufnahme in den Verein spielt man seitdem im Spartak-Stadion, vorher im Grand Hotel Warna Stadium.

## Erfolge
- Meister Bulgarien: 1993/94 bis 2002/03 (10×)
- Pokalsieger Bulgarien: 1990/91, 1994/95, 1997/98, 1998/99, 1999/00, 2001/02

## UEFA Women’s Cup
| Wettbewerb               | Runde  | Gegner                | Spiel |
| ------------------------ | ------ | --------------------- | ----- |
| UEFA Women’s Cup 2001/02 | Gruppe | 1. FC Femina Budapest | 0:4   |
|                          |        | Umeå IK               | 0:3   |
|                          |        | Sparta Prag           | 0:7   |